# Хошимин (футбольный клуб)
«Хошимин» (вьет. CLB BD TP Hồ Chí Minh) — вьетнамский футбольный клуб, представляющий одноимённый город.
Команда возникла в 1975 году на основе любительского футбольного коллектива рабочих порта города Сайгона. Новый клуб получил название «Канг Сайгон» (вьет. Cảng Sài Gòn — «Порт Сайгон»). Команда быстро стала флагманом южновьетнамского футбола после того, как в её состав было приглашено несколько известных игроков, и в том числе один из лучших футболистов Вьетнама всех времён Фам Хюинь Тан Ланг. «Портовики» дважды выигрывали городской чемпионат Хошимина (в 1978 и 1979), а в 1980 вошли в число 10 участников первого чемпионата Вьетнама, в котором заняли 6-е место.
В 1983 году Тан Ланг стал главным тренером клуба, и оставался у руля до 2003 — 20 лет. Под его руководством команда завоевала в 1986 свой первый чемпионский титул. А всего на счету клуба их четыре, что делает его одним из самых титулованных во Вьетнаме (чаще побеждал только «Тхеконг»).
Однако лучшие выступления команды относятся к 1990-м годам. После успеха в 2002 результаты пошли на спад. В январе 2009 года, в связи с прекращением финансирования со стороны «Порта Сайгон», было решено переименовать клуб в «Хошимин», что вызвало резкий протест фанатов. Всё это привело к плачевному выступлению команды в чемпионате: «Хошимин» занял в V-лиге предпоследнее 13-е место и вылетел в Первый дивизион.

## Достижения
- Чемпионат Вьетнама:

Чемпион (4): 1986, 1993/94, 1997, 2001/02
Серебряный призёр (1): 2019
Бронзовый призёр (3): 1985, 1991, 1995
- Первый дивизион:

Чемпион (2): 2004, 2016
- Кубок Вьетнама:

Победитель (2): 1992, 2000
Финалист (3): 1994, 1996, 1997
- Суперкубок Вьетнама:

Финалист (3): 2000, 2002, 2019

## Выступления в соревнованиях АФК

Эмблема клуба в 2003—2009

- Клубный чемпионат Азии: 2

1996: снялся с турнира
1999: первый раунд
- Лига чемпионов АФК: 1

2002/03: 2-й квалификационный раунд
- Кубок обладателей кубков Азии: 2

1993/94: второй раунд
2000/01: второй раунд